# Brochiraja
Brochiraja ist eine Gattung kleiner Weichnasenrochen (Arhynchobatidae), die rund um Neuseeland und im Gebiet der Norfolk Ridge in der Tiefsee vorkommt.

## Merkmale
Brochiraja-Arten erreichen Längen von 32,5 bis 80 cm, wobei der lange Schwanz 57 bis 63 % der Gesamtlänge ausmacht. Die Augen sind relativ groß, die „Schnauze“ (der Bereich vor den Augen) ist kurz ohne deutlich vorstehende Spitze. Die Rückenseite der Fische ist mit kleinen Dentikeln bedeckt oder nackt. Auf der Mittellinie des Schwanzes ist normalerweise eine Dornenreihe vorhanden. Dornen in der Augengegend können vorhanden sein oder fehlen. Brochiraja ist nah mit der Gattung Notoraja verwandt, die im Indopazifik vorkommt. Deutlichster Unterschied zu dieser Gattung ist ein großer zweigeteilter Dorn auf dem vorderen Fünftel des knorpeligen Rostrums. Keine andere Gattung der Weichnasenrochen, weder Jungtiere noch Adulte zeigen dieses Merkmal. Der Dorn ist verschieden groß und hat eine unterschiedliche Position bei den verschiedenen Brochiraja-Arten. Im Lauf des Wachstums der Tiere wird der Dorn im Verhältnis zum Körper kleiner, bleibt mit Ausnahme von Brochiraja aenigma aber vorhanden. Die Zugehörigkeit von Brochiraja aenigma in der Gattung ist provisorisch und bedarf weiterer Forschung.
Brochiraja-Arten haben 24 bis 27 Rumpfwirbel und 59 bis 89 Wirbel im Schwanz vor der ersten Rückenflosse. Ihre Brustflossen werden von 59 bis 70 Flossenträgern (Radialia) gestützt.

## Arten

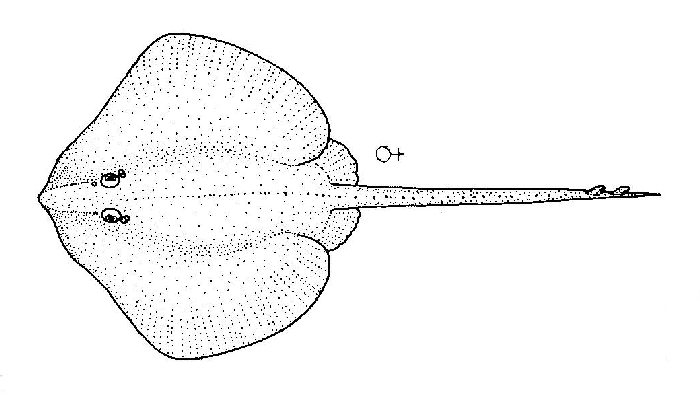
Brochiraja spinifera

Zur Gattung Brochiraja gehören 8 Arten:
- Brochiraja aenigma Last & McEachran, 2006
- Brochiraja albilabiata Last & McEachran, 2006
- Brochiraja asperula (Garrick & Paul, 1974)
- Brochiraja heuresa Last & Séret, 2012
- Brochiraja leviveneta Last & McEachran, 2006
- Brochiraja microspinifera Last & McEachran, 2006
- Brochiraja spinifera (Garrick & Paul, 1974)
- Brochiraja vittacauda Last & Séret, 2012

## Belege
1. 1 2 3 4  Peter R. Last & John D. McEachran (2006): New softnose skate genus Brochiraja from New Zealand (Rajidae: Arhynchobatinae) with description of four new species. New Zealand journal of marine and freshwater research, 40(1): 65–90. DOI: 10.1080/00288330.2006.9517404
2. 1 2  Last, P.R. & Séret, B. (2012): Two new softnose skates of the genus Brochiraja (Rajoidei: Arhynchobatidae) from the deepwater slopes and banks of the Norfolk Ridge (South-West Pacific). Zootaxa, 3155: 47–64.
3. ↑  Brochiraja heuresa auf Fishbase.org (englisch)
4. ↑  Brochiraja spinifera auf Fishbase.org (englisch)
5. ↑  Brochiraja auf Fishbase.org (englisch)